# Якуші Кабуто
Якуші Кабуто(яп. 薬師 カブトЯкуші Кабуто) — персонаж-антигерой вигаданої манги та аніме-серіалу "Наруто". 

## Біографія

Кабуто Якуші

Якуші Кабуто був особистим асистентом Орочімару і його правою рукою. Будучи дитиною, його на полі бою його знаходить керівник однієї з медичної команди Конохи. Він бере хлопчика в Коноху, де вирощує його і навчає медичним технікам, а в віці десяти років Кабуто стає Геніном. Одна з добродійок, яка виростила його та дала йому любов, загинула на смертельному завданні, що стало важким випробуванням для хлопчика. Саме ця жінка сформувала майбутню особистість Кабуто як людини, і зовні носила ті самі окуляри, що носить Кабуто все своє життя. Кабуто переживає кризу власної особистості та не розуміє яка його роль в цьому світі та ким він єж насправді. В пошуках відповіді на ці питання Кабуто приєднується до Орочімару. Коли саме це відбулося поки не відомо.  

## Перша поява
Для Орочімару Кабуто мав чотири роки брати участь в іспиті на Чуніна, разом з Юорі та ще одниз ніндзя селища Прихованого Звуку, яке було засноване Орочімару, і збирати інформацію про учасників і особливо про Коноху. Разом з Наруто, Саске та Сакурою, Кабуто бився в лісі, допомагаючи останнім здобути фоліанти, необхідні для виконання другого етапу еказмену на чуніна в Лісі Смерті. Кабуто вдалося зібрати велику базу інформації про команду 7 для підготовки майбутнього вторгнення військ Орочимару до Конохи.  

## Особистість
Попри його очевидну відданість Орочімару його, справжню особистість не можна розпізнати. Він часто змінюється від щасливого та ввічливого підлітка до божевільного садиста, який насолоджується "іграми" зі своїм противником. Кабуто не позбавлений садизму, жвавості та холодного прагматизму. Він поділяє погляди Орочимару, щодо досягнення високих цілей, в порівнянні з якими життя людей мають майже нульову цінність. Він дуже добре вміє втиратися в довіру до інших людей та вивідувати всю необхідну йому та Орочимару інформацію. Протидіючи ворогам віддає перевагу тактичним хитрощам та вражанню слабких місць суперника. Має вельми багато книг та довідників з описом відомих шинобі, їхніх переваг та слабкостей.  

## Вторгнення до Конохи
Під час вторгнення об'єднаних сил Селища Піску та військ Орорчимару до Конохи, Кабуто виконував функцію диверсанта, наклавши на всіх глядачів останнього поєдинку сонне закляття. Лише Какаші, Ґай та Сакура могли протистояти цій техніці. Разом з Бакі, наставником Ґаари, Канкуро та Темарі, він намагається затримати Саске Учиху, який переслідує Ґаару, під час втечі. Змушений був відступити після поразки Орочимару, коли Хірузен наклав на руки останнього прокляття, яке запечатало руки та не давало змогу виконувати техніки. 

## Наруто Шипуден
Пізніше ми дізнаємося, що Сасорі був його колишнім господарем і послав його шпигувати за Орочімару. Проте Орочімару звільняє його від техніки Сасорі і до самої своєї смерті насолоджується його безумовною лояльністю. Кабуто є одним з провідників та організаторів операції з підкорення трьоххвостого, використовуючи для цього хлопчика Юкімару, що мав здібності до цього та одну з людей Орочимару - Ґурен. Хоча Кабуто мав на меті лише використати Юкімару як інструмент, Ґурен з часом почала сердечно прив'язуватися до Юкімару, хоча вона була саме тією жінкою, яка вбила справжню його матір. 

## Падіння Орочимару
Після того як Орочімару програє Саске, Кабуто інтегрує залишки клітин свого господаря в своє тіло, щоб ставати сильнішими, а не залишатися інструментом інших. Однак клітини Орочімару намагаються перейняти контроль над його тілом. Цей процес продовжується і Кабуто дедалі більше переймає якості та зовнішність свого майстра. До того ж він дає Наруто книгу, в якій є інформація про організацію Акацукі та її членів. Він робить це в надії що Коноха знищить Акацукі.

## Союз з Мадарою
Пізніше Кабуто знаходить Учиху Мадару, який здивований тим, що той зміг його знайти. Мадара нападає на Кабуто, після того як той каже, що Кабуто був шпигуном Сасорі і тим самим став зрадником Акацукі. Однак Кабуто використовує Кучіесе: Едо Тенсей і закликає Ітачі, Сасорі, Дейдару, Какудзо і Нагато, що б довести Мадарі свою силу. Він каже, що не хоче битися. Кабуто пропонує Мадарі союз, допомагаючи йому у війні тим, що змусить прикликаних їм Акацукі битися заради нього. Натомість на це він вимагає Саске для своїх експериментів. Коли Мадара натякає на те, що збирається відмовитися, Кабуто закликає ще одну людину, яку Мадара, мабуть, боїться, і погоджується на союз.

## Початок війни
Натомість на одного зі ста тисяч Зетсу, яких створив Мадара, Кабуто хоче принести йому Кьюбі і Хачібі. По дорозі до них на нього нападає Онокі, проте змія Кабуто відшукує острів і сигналізує його місце положення. Використовуючи Кібакі Ненда, Дейдара знерухомлює черепаху. Прибувши на острів, Кабуто займається Біджу і залишає Оонокі Дейдара за його ж бажанням.
Коли Куротсучі зупиняє його з допомогою свого Йотона, Кабуто бачить тільки один вихід — втеча. Він розкриває свою справжню зовнішність: Біла змія з ногами, схожа на зовнішність Орочімару незадовго до його смерті. Кабуто хапає Ямато і тікає до Мадари, який збирається підтримати його в полюванні на Біджу. Пізніше він перемагає Мітараші Анко, яка наближається до їх притулку. Позаяк її Чакра пов'язана з чакрами Орочімару, він її не вбиває, що збільшує недовіру Мадари. Кабуто каже, що використовує Анко як посудину для Едо Тенсей, після чого Мадара вимагає від Кабуто, розповісти йому всі подробиці техніки, з чим Кабуто погоджується. У той час як Мадара вирушає на поле бою, Кабуто контролює своїх покликаних воїнів здалека. Але один з його підданих Учіха Ітачі вийшов з-під його контролю і пошов зупиняти Едо Тенсей. По дорозі до нього приєднався Саске, що недавно отримав силу Вічного Мангьоко Шарінгану, і разом вони прийшли до Якуші. Кабуто намагається використовувати ненависть Саске, щоб той допоміг йому перемогти Ітачі, що йому не вдається. Він розповідає Ітачі, що якщо вони вб'ють його, то дія Едо Тенсей не припиниться. Починається битва між ними. У битві Кабуто розповідає братам, що він здивований цілющою силою колишньої напарниці Саске Карін, яку він отримав після її огляду. Він також створив методику розчинення, яку він розробив після спостереження за тілом Суігетсу. Кабуто також розповідає братам, що він побував в одному з трьох святих місць Рьючідо, де і навчився входити в Режим Саніна. Він уточнює, що більше не є білою змією, а стає драконом, використовуючи Сенпо: Хакугекі но Дзюцу. ЯОдна з технік Ітачі, яка вкидає суперника у постійне ґенджутсу, запроторює Кабуто у світі його валсних страхів, в ілюзії, яку немжливо розбити відразу. Ілюзія зачіпає слабкості та глибокі страхи жертви, та не дає йому вибратися з порочного кола власних помилок та слакбостей. На певний час Кабуто неспроможний подолати це генджутсу, але потім звільняється та рятує Саске, коли його смертельно ранить Мадара. Лікуючи кабуто він сказав, що техніка Ітачі розкрила йому істину. що не можна втекти від себе і від того, ким ти є насправді, а саме це він і намагався робити все своє життя.  